# Encore (album de DJ Snake)
Pour les articles homonymes, voir Encore.
Albums de DJ Snake
Carte Blanche
(2019)
Singles
1. Middle
Sortie : 16 octobre 2015
2. Propaganda
Sortie : 25 décembre 2015
3. Talk
Sortie : 10 juin 2016
4. Ocho Cinco
Sortie : 12 juillet 2016
5. Let Me Love You
Sortie : 5 août 2016
6. Sober
Sortie : 28 novembre 2016
7. The Half
Sortie : 2 janvier 2017

Encore est le premier album studio du DJ et producteur français DJ Snake, sorti le 5 août 2016 par Interscope Records.
Il contient 14 titres dont des collaborations avec Skrillex, Yellow Claw, Bipolar Sunshine, Jeremih, Young Thug, Swizz Beatz, Travis Scott, Migos, Justin Bieber et Mr Hudson.

## Réception

### Commerciale
Aux États-Unis, l'album est classé à la huitième place du Billboard 200 avec 32 000 unités d'équivalents-ventes. L'album est écouté plus de 16,9 millions de fois au cours de sa première semaine de sortie. L'album était le premier album de DJ Snake à se classer lors de sa sortie au premier rang du Billboard Top Dance/Electronic Albums.

### Critique
(septembre 2023).
Le contenu est difficilement compréhensible vu les erreurs de traduction, qui sont peut-être dues à l'utilisation d'un logiciel de traduction automatique.
L'album a reçu des critiques généralement positives de la part des critiques musicaux. Chez Metacritic, qui attribue une note normalisée sur 100 aux avis des critiques classiques, l'album a reçu un score moyen de 62, basé sur 4 évaluations.
Chuck Arnold de Entertainment Weekly a fait l'éloge de l'album sur des « singles infaillibles (Middle, Sober) » tout en affichant les références EDM de DJ Snake sur les assauts électroniques plus dures (Sahara, Propaganda), déclarant que « Encore maintient la fête à bascule tout en manquant à peine un pas de danse ».
Ed Ledsham, de Drowned in Sound, a déclaré:  « Dans l'ensemble, Encore est un album qui vaut la peine d'être écouté. Il souffre évidemment de beaucoup des problèmes dont souffrent les albums de dance music, mais il met bien en valeur l'oreille de Snake pour les accroches, tout comme son oreille pour les chutes. Si vous attendez d'un artiste EDM qu'il fasse un album parfait, vous passez à côté de l'essentiel.. ».
Will Hermes, écrivant pour Rolling Stone, a estimé que les invités étaient mal mis à contribution, citant comme exemples The Half et Let Me Love You.
Matthew Schnipper, rédacteur en chef de Pitchfork, a déclaré que malgré le fait qu’il contenait des vers d’oreille (Sahara, Ocho Cinco, Propaganda), le reste du disque faiblissait lorsque DJ Snake étendait son talent pour créer un album légitime rempli de « chansons de rap mal avisées et de mauvaises ballades ».

## Liste des pistes
| Encore – Standard | Encore – Standard                                      | Encore – Standard                                                                                              | Encore – Standard                  | Encore – Standard | Encore – Standard | Encore – Standard | Encore – Standard | Encore – Standard | Encore – Standard |
| No                | Titre                                                  | Auteur | Producteur(s)                      | Durée             |                   |                   |                   |                   |                   |
| ----------------- | ------------------------------------------------------ | --- | ---------------------------------- | ----------------- | ----------------- | ----------------- | ----------------- | ----------------- | ----------------- |
| 1.                | Intro (A86)                                            | - William Grigahcine                                                                                           | - DJ Snake                         | 1:23              |                   |                   |                   |                   |                   |
| 2.                | Middle (featuring Bipolar Sunshine)                    | - Grigahcine - Adio Joshua Marchant - Aaron Kleinstub                                                          | - DJ Snake - Aalias                | 3:40              |                   |                   |                   |                   |                   |
| 3.                | Sahara (featuring Skrillex)                            | - Grigahcine - Sonny Moore                                                                                     | - DJ Snake - Skrillex              | 4:18              |                   |                   |                   |                   |                   |
| 4.                | Sober (featuring JRY)                                  | - Grigahcine - John Ryan - Eric Frederic - Ammar Malik - Teddy Geiger - Karl Hyde - Rick Smith                 | - DJ Snake                         | 3:26              |                   |                   |                   |                   |                   |
| 5.                | Pigalle (featuring Moksi)                              | - Grigahcine - Moksi                                                                                           | - DJ Snake - Moksi                 | 4:23              |                   |                   |                   |                   |                   |
| 6.                | Talk (featuring George Maple)                          | - Grigahcine - Jess Higgs - Harley Streten - Alex Burnett - James David - Chris Emerson                        | - DJ Snake                         | 3:57              |                   |                   |                   |                   |                   |
| 7.                | Ocho Cinco (featuring Yellow Claw)                     | - Grigahcine - Leonardo Roelandschap - Jim Taihuttu - Nils Rondhuis                                            | - DJ Snake - Yellow Claw - LNY TNZ | 3:42              |                   |                   |                   |                   |                   |
| 8.                | The Half (featuring Jeremih, Young Thug & Swizz Beatz) | - Grigahcine - Jeremy Felton - Jeffrey Lamar Williams - Kasseem Dean - Brittany Hazzard - Jean-Baptiste Kouame | - DJ Snake                         | 3:37              |                   |                   |                   |                   |                   |
| 9.                | Oh Me Oh My (featuring Travis Scott, Migos & GASHI)    | - Grigahcine - Michael Dean - Jacques Webster - Quavious Marshall - Labinot Larry Gashi - Louis Bell           | - DJ Snake                         | 4:16              |                   |                   |                   |                   |                   |
| 10.               | Propaganda                                             | - Grigahcine - Marchant - Kleinstub                                                                            | - DJ Snake                         | 4:09              |                   |                   |                   |                   |                   |
| 11.               | 4 Life (featuring GASHI)                               | - Grigahcine - Bell - Gashi                                                                                    | - DJ Snake                         | 3:33              |                   |                   |                   |                   |                   |
| 12.               | Future, Pt. 2 (featuring Bipolar Sunshine)             | - Grigahcine - Sophie Elton - Fraser Thorneycroft-Smith - Karen Poole                                          | - DJ Snake                         | 3:42              |                   |                   |                   |                   |                   |
| 13.               | Let Me Love You (featuring Justin Bieber)              | - Grigahcine - Justin Bieber - Andrew Watt - Ali Tamposi - Brian Lee - Bell                                    | - DJ Snake                         | 3:25              |                   |                   |                   |                   |                   |
| 14.               | Here Comes the Night (featuring Mr Hudson)             | - Grigahcine - Benjamin Hudson McIldowie - Dan Taylor                                                          | - DJ Snake                         | 4:46              |                   |                   |                   |                   |                   |
| 52:17             |                                                        | |                                    |                   |                   |                   |                   |                   |                   |

| Encore – Target bonus tracks | Encore – Target bonus tracks            | Encore – Target bonus tracks  | Encore – Target bonus tracks | Encore – Target bonus tracks | Encore – Target bonus tracks | Encore – Target bonus tracks | Encore – Target bonus tracks | Encore – Target bonus tracks | Encore – Target bonus tracks |
| No                           | Titre                                   | Auteur                        | Producteur(s)                | Durée                        |                              |                              |                              |                              |                              |
| ---------------------------- | --------------------------------------- | ----------------------------- | ---------------------------- | ---------------------------- | ---------------------------- | ---------------------------- | ---------------------------- | ---------------------------- | ---------------------------- |
| 15.                          | True Love                               | - William Grigahcine          | - DJ Snake                   | 3:21                         |                              |                              |                              |                              |                              |
| 16.                          | You Know You Like It (DJ Premier Remix) | - Aluna Francis - George Reid | - DJ Snake - DJ Premier      | 4:07                         |                              |                              |                              |                              |                              |
| 59:45                        |                                         |                               |                              |                              |                              |                              |                              |                              |                              |

## Classements et certifications
| Classement (2016)                  | Meilleure position |
| ---------------------------------- | ------------------ |
| France (SNEP)                      | 4                  |
| Australie (ARIA)                   | 10                 |
| Autriche (Ö3 Austria Top 40)       | 42                 |
| Italie (FIMI)                      | 95                 |
| Suisse (Schweizer Hitparade)       | 14                 |
| Allemagne (Media Control AG)       | 73                 |
| Pays-Bas (Mega Album Top 100)      | 14                 |
| Suède (Sverigetopplistan)          | 6                  |
| Belgique (Flandre Ultratop)        | 22                 |
| Belgique (Wallonie Ultratop)       | 11                 |
| Danemark (Tracklisten)             | 3                  |
| Espagne (Promusicae)               | 59                 |
| Finlande (Suomen virallinen lista) | 8                  |
| Irlande (IRMA)                     | 76                 |
| Norvège (VG-lista)                 | 2                  |
| Nouvelle-Zélande (RIANZ)           | 13                 |
| Royaume-Uni (UK Albums Chart)      | 46                 |

| Classement (2016)         | Position |
| ------------------------- | -------- |
| Danemark (Tracklisten)    | 34       |
| Classement (2017)         | Position |
| Danemark (Tracklisten)    | 80       |
| Suède (Sverigetopplistan) | 85       |

| Région                                                                                                 | Certification | Ventes/Streams |
| --- | ------------- | -------------- |
| Brésil (ABPD)                                                                                          | 1 × Or        | 0*             |
| Danemark (IFPI)                                                                                        | 1 × Platine   | 0^             |
| États-Unis (RIAA)                                                                                      | 1 × Platine   | 1 000 000^     |
| France (SNEP)                                                                                          | 1 × Platine   | 100 000*       |
| Mexique (AMPFV)                                                                                        | 2 × Platine   | 0^             |
| Mexique (AMPFV)                                                                                        | 1 × Or        | 0^             |
| *Ventes selon la certification ^Mise en rayon selon la certification xNon précisé par la certification |               |                |